# Красный Полумесяц Бангладеш
Кра́сный Полуме́сяц Бангладе́ш (BDRCS) — бангладешская некоммерческая гуманитарная организация и член Международного движения Красного Креста и Красного Полумесяца. Была основана в 1973 году «Указом президента № 26» как «Бангладешское общество Красного Креста», но вскоре организация сменила название на «Бангладешское общество Красного Полумесяца», после того как в 1988 году, Бангладеш объявил ислам своей государственной религией. Штаб-квартира организации располагается в Дакке и насчитывает 68 подразделений, которые располагаются в каждом из 64 округов страны. Организация сыграла важную роль в оказании помощи во время наводнений, циклонов и других стихийных бедствий, которые часто происходят в различных частях Бангладеш. Также Красный Полумесяц Бангладеш является одним из крупнейших источников донорства крови по всей стране.

## Структура организации
Главой Бангладешского общества Красного Полумесяца является сам президент Народной Республики Бангладеш.
Управление состоит из 15 членов. В состав правления входят председатель, заместитель председателя, казначей и 12 генеральных членов.
По состоянию на июнь 2022 года нынешние должности занимают:
- Председатель: генерал-майор Абдул Вахаб (в отставке)
- Заместитель председателя: доктор Нур-Ур-Рахман
- Казначей: Мохаммад Абдус Салам

В состав Управляющего совета входят 2 начальника отдела и 19 директоров, отвечающих за каждый из отделов, управления организацией, возглавляют его Генеральный секретарь и заместитель Генерального секретаря. Текущим генеральным секретарём BDRCS является Кази Шафикул Азам, а его заместитель — Рафикул Ислам.